# 瓢簞山駅 (大阪府)
瓢簞山駅（ひょうたんやまえき）は、大阪府東大阪市昭和町にある、近畿日本鉄道（近鉄）奈良線の駅。駅番号はA13。

## 概要
旧・枚岡市の中心街にある駅で、駅構造の都合（後述）で普通と区間準急しか停車しないものの利用客数は奈良線の東大阪市内区間では多い。
当駅の正式な表記は「瓢簞山」であるが、駅構内の広告看板や駅前商店街、およびかつて位置していた近鉄バスの停留所の標柱では、略字の「瓢箪山」も使用されている。

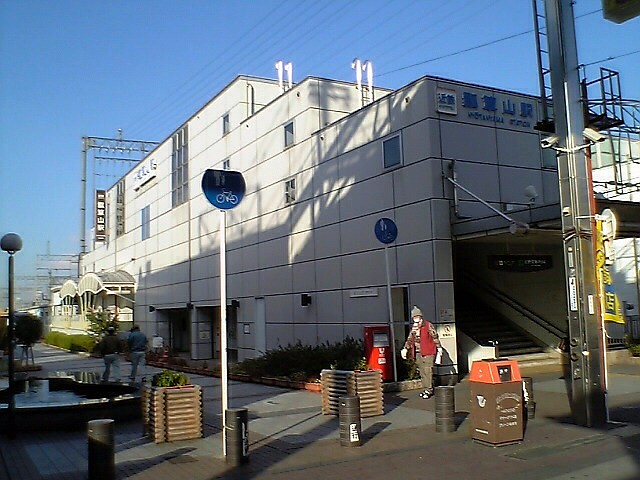
南口
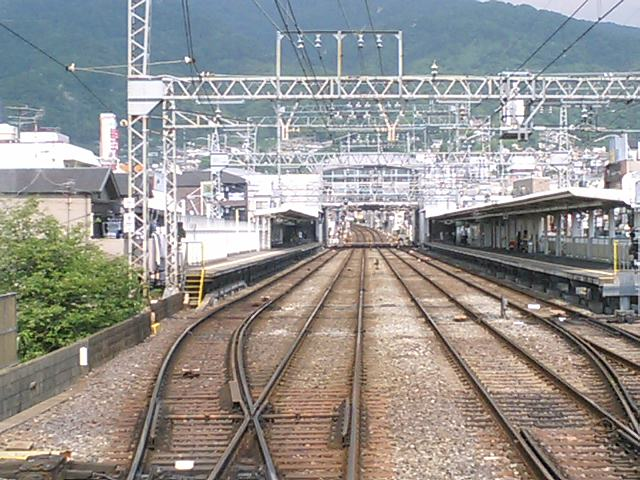
瓢簞山駅を東に向けて

## 歴史
- 1914年（大正3年）4月30日：大阪電気軌道上本町（現・大阪上本町） - 奈良（現・近鉄奈良）間開通時に開業[1]。
- 1941年（昭和16年）3月15日：参宮急行電鉄との合併により関西急行鉄道の駅となる[1]。
- 1944年（昭和19年）6月1日：会社合併により近畿日本鉄道の駅となる[1]。
- 1955年（昭和30年）1月11日：枚岡市の新設合併により前住所となる。
- 1967年（昭和42年）2月1日：東大阪市の新設合併に伴い現住所となる。
- 1997年（平成9年）4月24日：橋上駅化。
- 2006年（平成18年）3月21日：この日より新設された区間準急の停車駅になる。
- 2007年（平成19年）4月1日：PiTaPa使用開始[2]。
- 2014年（平成26年）11月：駅長が廃止され、東花園駅長の管轄駅となる。
- 2019年 (令和元年) 10月31日：近鉄バス廃止。当駅から一駅大阪難波寄りの東花園駅前（駅北口バスターミナル）発着に変更。

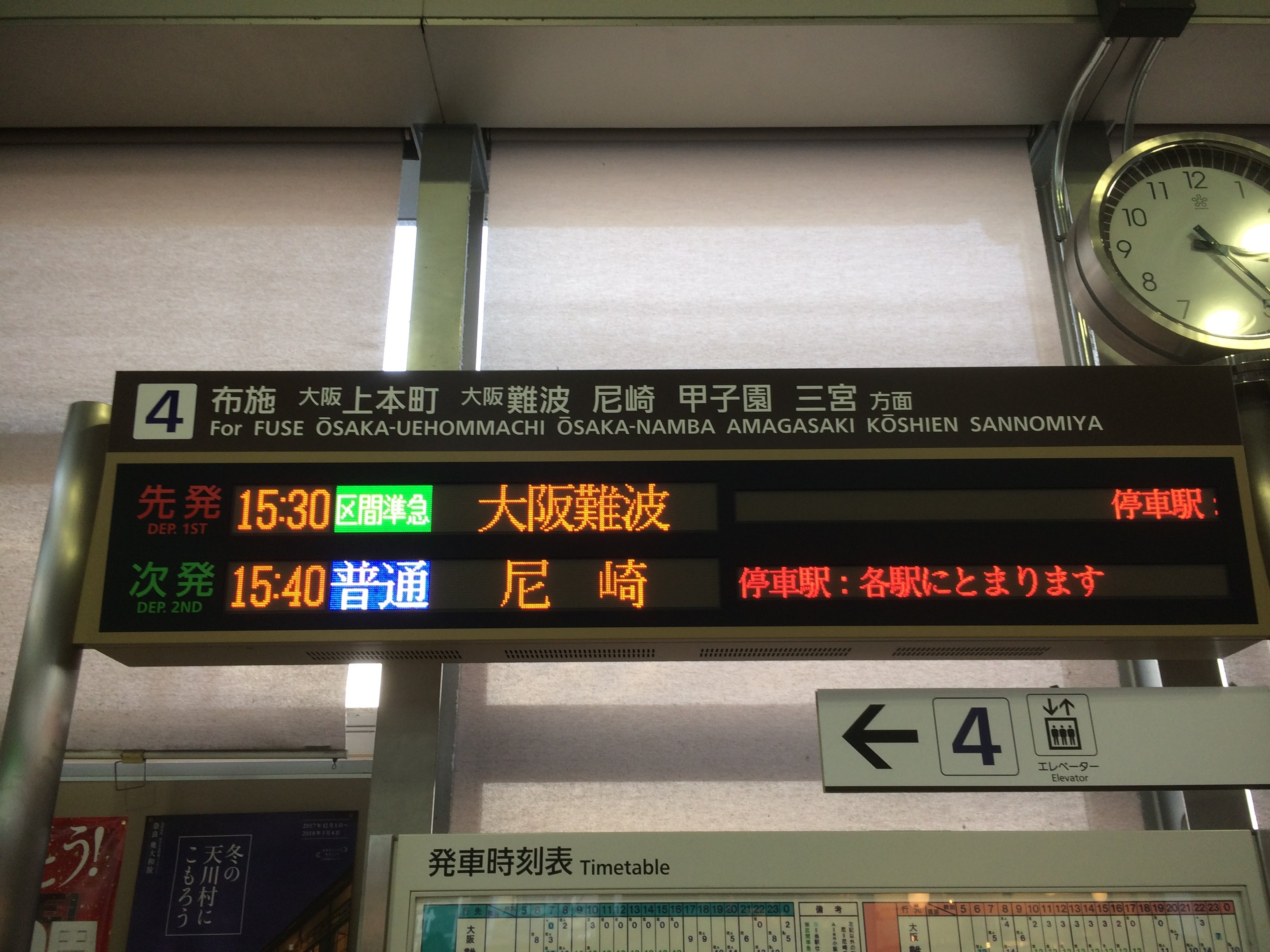
改札口に設置された発車標

## 駅構造
通過線2線の両側に相対式2面2線のホームを持つ待避可能な地上駅で橋上駅舎を有する。改札口は1ヵ所のみ。ホーム有効長は6両。
東花園駅管理の有人駅で、PiTaPa・ICOCA対応の自動改札機および自動精算機（回数券カードおよびICカードのチャージに対応）が設置されている。定期券・特急券は専用の自動発売機で購入が可能となっている。
過去には当駅を管理駅として奈良線若江岩田駅 - 石切駅間を管轄する駅長が当駅に配置されていた。
1番線から大阪方面に折り返すことができ、早朝1本これを利用した当駅始発便が設定されている。なお以前は終着駅にもなっていたが、2022年12月17日ダイヤ変更時に消滅した。

### のりば
| のりば | 路線     | 方向 | 行先               |
| ------ | -------- | ---- | ------------------ |
| 1      | A 奈良線 | 下り | 近鉄奈良方面       |
| 4      | A 奈良線 | 上り | 大阪難波・尼崎方面 |

- 2・3番線はホームのない通過線（通過列車が使用）のため、ホームとしては欠番。これらの通過線が主本線となるため、停車列車が入線する1番線と4番線は副本線となる。

駅構内施設
- ファミリーマート近鉄瓢箪山駅改札外橋上店
- バーガーキング瓢箪山店
- ゆうちょ銀行大阪支店 近鉄瓢箪山駅内出張所
- シュクレ (ケーキショップ) 瓢箪山店

## 利用状況
2023年11月7日における1日乗降人員は19,086人である。
近年における1日乗降人員の推移は下表の通り。
| 年度               | 特定日利用状況 | 特定日利用状況 | 特定日利用状況 | 特定日利用状況 | 1日平均 乗車人員 | 出典       | 出典          | 出典            |
| 年度               | 調査日         | 乗車人員       | 降車人員       | 乗降人員       | 1日平均 乗車人員 | 近鉄       | 大阪府        | 東大阪市        |
| ------------------ | -------------- | -------------- | -------------- | -------------- | ---------------- | ---------- | ------------- | --------------- |
| 1990年（平成02年） | 11月06日       | 17,966         | 17,793         | 35,759         |                  |            | [ 大阪府 1 ]  |                 |
| 1991年（平成03年） | -              | -              | -              | -              |                  |            | [ 大阪府 2 ]  |                 |
| 1992年（平成04年） | 11月10日       | 17,589         | 17,818         | 35,407         |                  |            | [ 大阪府 3 ]  |                 |
| 1993年（平成05年） | -              | -              | -              | -              |                  |            | [ 大阪府 4 ]  |                 |
| 1994年（平成06年） | -              | -              | -              | -              |                  |            | [ 大阪府 5 ]  |                 |
| 1995年（平成07年） | 12月05日       | 17,196         | 16,542         | 33,738         |                  |            | [ 大阪府 6 ]  |                 |
| 1996年（平成08年） | -              | -              | -              | -              |                  |            | [ 大阪府 7 ]  |                 |
| 1997年（平成09年） | -              | -              | -              | -              |                  |            | [ 大阪府 8 ]  |                 |
| 1998年（平成10年） | 11月10日       | 15,680         | 16,094         | 31,774         |                  |            | [ 大阪府 9 ]  |                 |
| 1999年（平成11年） | -              | -              | -              | -              | 16,772           |            | [ 大阪府 10 ] | [ 東大阪市 1 ]  |
| 2000年（平成12年） | 11月07日       | 14,714         | 14,370         | 29,084         | 16,191           |            | [ 大阪府 11 ] | [ 東大阪市 1 ]  |
| 2001年（平成13年） | -              | -              | -              | -              | 15,861           |            | [ 大阪府 12 ] | [ 東大阪市 1 ]  |
| 2002年（平成14年） | -              | -              | -              | -              | 15,316           |            | [ 大阪府 13 ] | [ 東大阪市 1 ]  |
| 2003年（平成15年） | 11月11日       | 13,371         | 13,003         | 26,374         | 14,815           |            | [ 大阪府 14 ] | [ 東大阪市 1 ]  |
| 2004年（平成16年） | -              | -              | -              | -              | 14,354           |            | [ 大阪府 15 ] | [ 東大阪市 2 ]  |
| 2005年（平成17年） | 11月08日       | 12,948         | 12,399         | 25,347         | 14,042           |            | [ 大阪府 16 ] | [ 東大阪市 3 ]  |
| 2006年（平成18年） | -              | -              | -              | -              | 13,869           |            | [ 大阪府 17 ] | [ 東大阪市 4 ]  |
| 2007年（平成19年） | -              | -              | -              | -              | 13,831           |            | [ 大阪府 18 ] | [ 東大阪市 5 ]  |
| 2008年（平成20年） | 11月18日       | 12,622         | 12,213         | 24,835         | 13,832           |            | [ 大阪府 19 ] | [ 東大阪市 6 ]  |
| 2009年（平成21年） | -              | -              | -              | -              | 13,478           |            | [ 大阪府 20 ] | [ 東大阪市 7 ]  |
| 2010年（平成22年） | 11月09日       | 12,232         | 11,905         | 24,137         | 13,336           | [ 近鉄 1 ] | [ 大阪府 21 ] | [ 東大阪市 8 ]  |
| 2011年（平成23年） | -              | -              | -              | -              | 13,060           |            | [ 大阪府 22 ] | [ 東大阪市 9 ]  |
| 2012年（平成24年） | 11月13日       | 11,540         | 11,185         | 22,725         | 12,632           | [ 近鉄 2 ] | [ 大阪府 23 ] | [ 東大阪市 10 ] |
| 2013年（平成25年） | -              | -              | -              | -              | 12,650           |            | [ 大阪府 24 ] | [ 東大阪市 11 ] |
| 2014年（平成26年） | -              | -              | -              | -              | 12,355           |            | [ 大阪府 25 ] | [ 東大阪市 12 ] |
| 2015年（平成27年） | 11月10日       | 11,879         | 11,499         | 23,378         | 12,479           | [ 近鉄 3 ] | [ 大阪府 26 ] | [ 東大阪市 13 ] |
| 2016年（平成28年） | -              | -              | -              | -              | 12,388           |            | [ 大阪府 27 ] | [ 東大阪市 14 ] |
| 2017年（平成29年） | -              | -              | -              | -              | 12,403           |            | [ 大阪府 28 ] | [ 東大阪市 15 ] |
| 2018年（平成30年） | 11月13日       | 11,086         | 10,697         | 21,783         | 12,291           | [ 近鉄 4 ] | [ 大阪府 29 ] | [ 東大阪市 16 ] |
| 2019年（令和元年） | -              | -              | -              | -              | 11,842           |            | [ 大阪府 30 ] | [ 東大阪市 17 ] |
| 2020年（令和02年） | -              | -              | -              | -              | 9,075            |            | [ 大阪府 31 ] | [ 東大阪市 18 ] |
| 2021年（令和03年） | 11月09日       | 9,083          | 8,784          | 17,867         | 9,511            | [ 近鉄 5 ] | [ 大阪府 32 ] | [ 東大阪市 19 ] |
| 2022年（令和04年） | 11月08日       | 9,374          | 9,024          | 18,398         | 10,226           | [ 近鉄 6 ] | [ 大阪府 33 ] | [ 東大阪市 20 ] |
| 2023年（令和05年） | 11月07日       |                |                | 19,086         |                  | [ 近鉄 7 ] |               |                 |

## 駅周辺

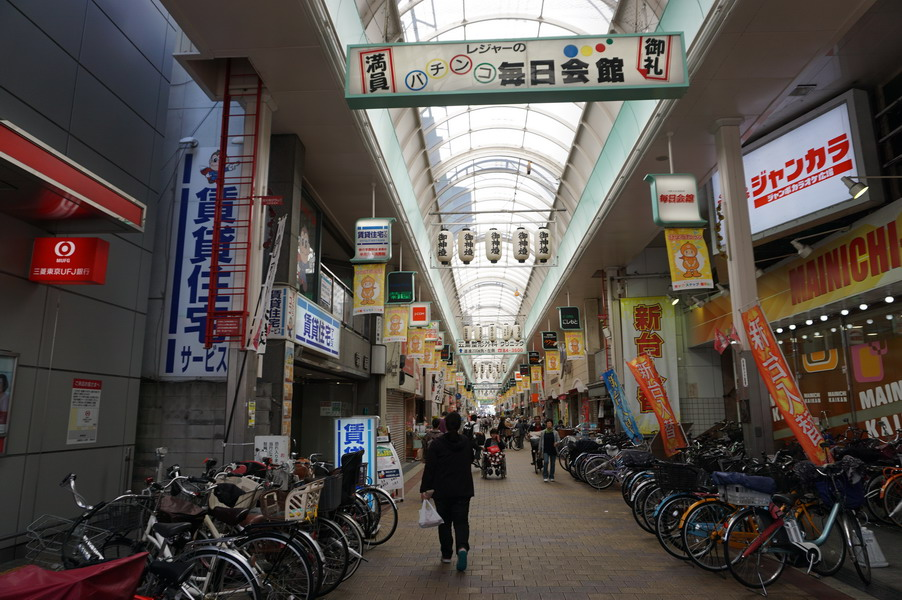
サンロード瓢箪山商店街

駅東側にあるアーケード商店街は国道170号の旧道となっている。国道がアーケードとなっているのは全国でもここと長崎県長崎市の国道324号（浜町（はまのまち）アーケード）の2ヵ所だけである。ちなみに、国道170号バイパス（大阪外環状線）は当駅から約300メートル西方を通っている。
2019年10月31日まで、駅南側から近鉄バスが発着していた。当駅に発着していた路線は全て翌日以降、東花園駅前発着に変更となっている（同項参照）。

### 北口

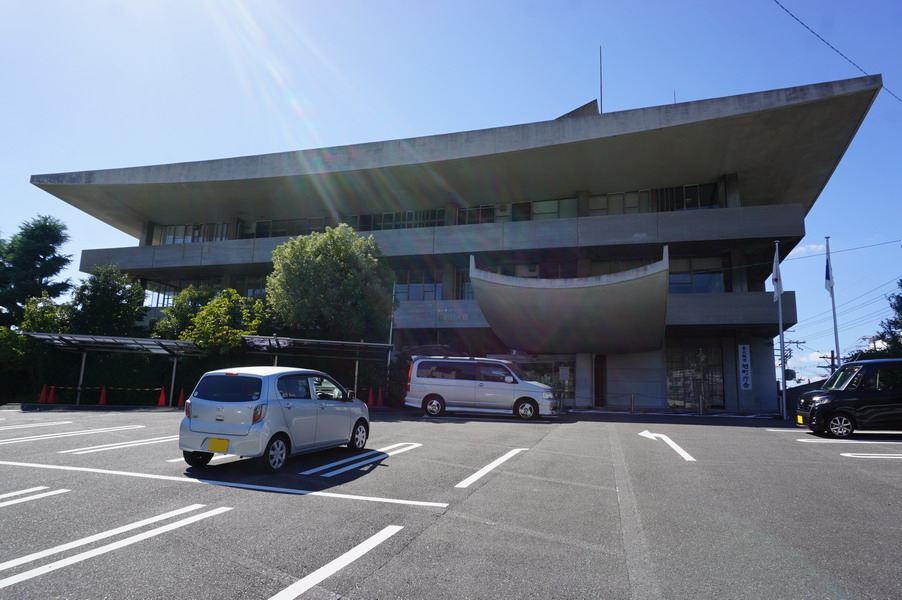
東大阪市旧旭町庁舎

- タクシー乗り場（近鉄タクシー）
- サンロード瓢箪山（瓢箪山中央商店街）
- マックスバリュ瓢箪山店
- フレスコ瓢箪山店
- 大阪府立枚岡樟風高等学校
- 東大阪市立縄手北小学校
- 東大阪市旭町庁舎
- 大阪府枚岡警察署
- 枚岡郵便局
- 瓢箪山郵便局
- 三菱UFJ銀行枚岡支店
- 紀陽銀行東大阪支店
- 三十三銀行東大阪支店
- 大阪シティ信用金庫瓢箪山支店

### 南口

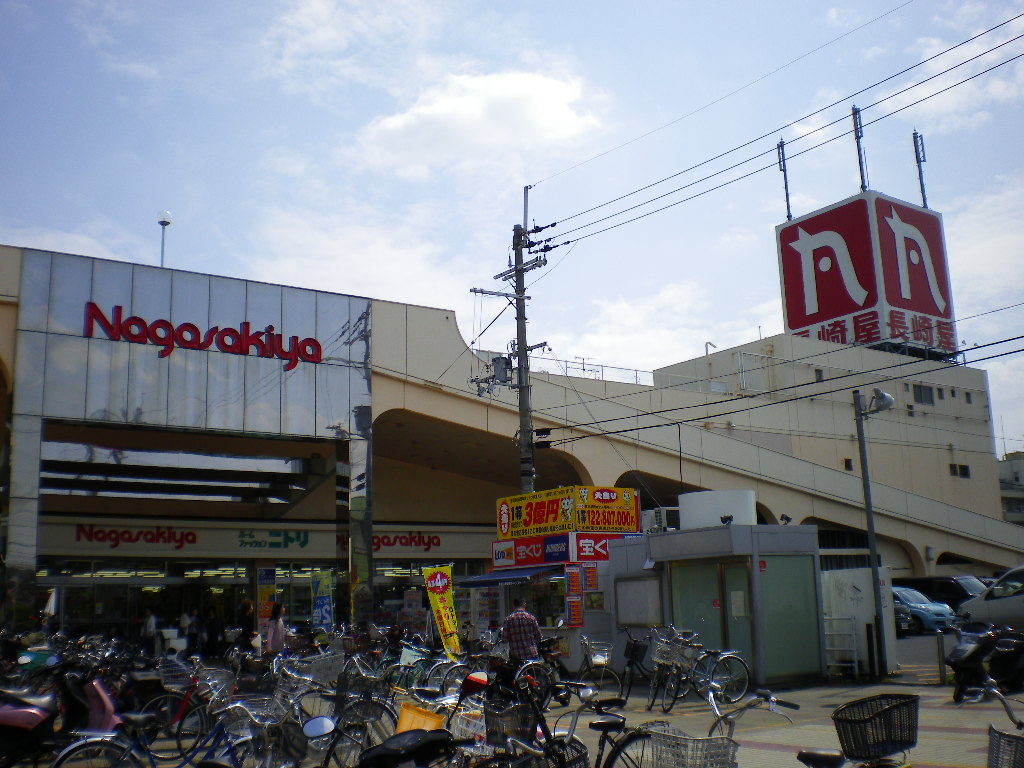
駅前にあった長崎屋瓢箪山店

- 瓢箪山稲荷神社 - 日本三大稲荷の一つとも言われている。辻占が有名。
- ジンジャモール瓢箪山（イナリ前商店街）
- 万代瓢箪山西店
- イオンフードスタイル瓢箪山店
- ドラッグミック瓢箪山駅前店 (ダイコクドラッグ跡地に2019年3月開店)
- みずほ銀行枚岡支店
- りそな銀行瓢箪山支店・関西みらい銀行枚岡支店
- 成協信用組合東大阪支店
- 若草第一病院
- やまなみプラザ（四条リージョンセンター）
- 東大阪市立縄手中学校
  - 旧南門の場所に発掘ふれあい館（東大阪市立埋蔵文化財センター）
- 東大阪市立縄手小学校
- 東大阪市立上四条小学校
- 東大阪市立郷土博物館(休館)
- 大善寺

## 隣の駅
近畿日本鉄道
A 奈良線
■快速急行・■急行・■準急
通過
■区間準急・■普通
東花園駅 (A12) - 瓢簞山駅 (A13) - 枚岡駅 (A14)
- 括弧内は駅番号を示している。